# 小克努茨霍爾峰
61°25′06″N 8°34′25″E / 61.4184°N 8.5737°E

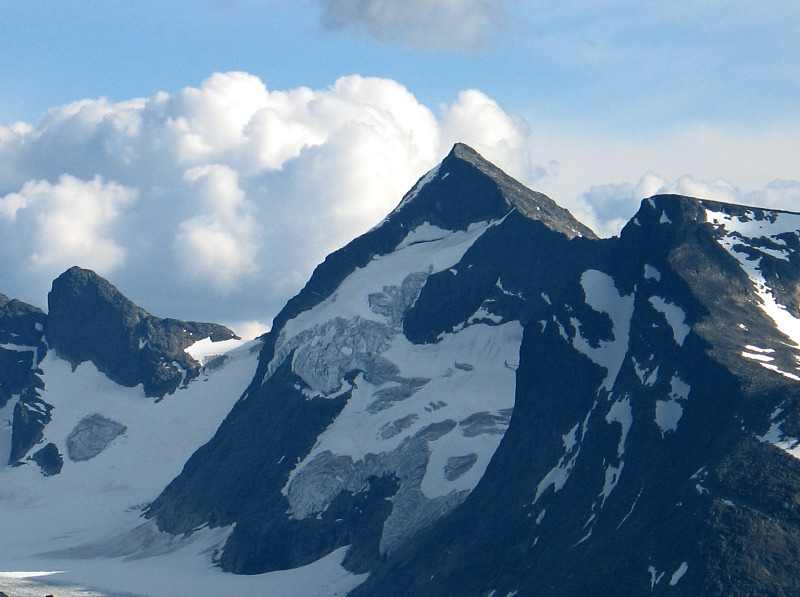

小克努茨霍爾峰是挪威的山峰，位於該國東南部內陸郡，處於沃戈，距離首都奧斯陸200公里，屬於尤通黑門山脈的一部分，海拔高度1,820米，受凍原氣候影響。